# تیس و بلاتنا
تیس و بلاتنا (به چکی: Tis u Blatna) یک منطقهٔ مسکونی در جمهوری چک است که در ناحیه پلزن-شمالی واقع شده‌است. تیس و بلاتنا ۱۴٫۳۵ کیلومتر مربع مساحت و ۹۱ نفر جمعیت دارد و ۶۰۵ متر بالاتر از سطح دریا واقع شده‌است.